# Tomodachi no Imōto ga Ore ni Dake Uzai
Tomodachi no Imōto ga Ore ni Dake Uzai (友達の妹が俺にだけウザい?), es una serie de novelas ligeras escritas por Ghost Mikawa e ilustradas por Tomari. La serie comenzó a ser publicada por SB Creative bajo su sello GA Bunko en abril de 2019. La novela ligera está licenciada en América del Norte por J-Novel Club. Una adaptación a manga con arte de Hira Hiraoka comenzó a serializarse en línea en diciembre de 2019. Una adaptación de la serie al anime de Blade se estrenará en octubre de 2025.

## Argumento
Si una chica se burla de ti, ¡eso significa que le gustas!
Desafortunadamente, Akiteru sabe por experiencia que ese no es su caso. Porque cada chica con la que interactúa le muestra nada más que desprecio, ¡y no ha conseguido ni una sola cita! Afortunadamente, está más preocupado por asegurarse un lugar para él y sus compañeros de desarrollo de juegos en el negocio de su tío. Pero cuando su tío le pone una condición que implica jugar el papel del novio de su hija, Akiteru no tiene más remedio que aceptarla.
¿Qué pensará la hermana de su mejor amigo, Iroha, que lo intimida sin descanso, de esta noticia?

## Personajes
Akiteru Ōboshi (大星 明照 Ōboshi Akiteru?)
 Seiyū: Haruki Ishiya
Akiteru es un estudiante de secundaria de segundo año. Él pasa eficientemente a través de su juventud. Se llama a sí mismo un estudiante de secundaria promedio en todos los aspectos, pero tiene un lado oculto. Es objeto de bromas por parte de Iroha, por lo que la ve como una molestia. Pero cuando ella le confiesa sus sentimientos en un hotel del amor, Akiteru es más consciente de sus sentimientos por Iroha, a tal punto de que se pone nervioso fácilmente cuando Iroha comienza a aferrarse a él o a actuar muy cerca de él.
Iroha Kohinata (小日向 彩羽 Kohinata Iroha?)
 Seiyū: Sayumi Suzushiro
Iroha es una estudiante de primer año de secundaria y la hermana del mejor amigo de Akiteru. Ella es una estudiante de honor brillante, amable y hermosa. Sin embargo, se emociona con facilidad y no sabe leer la atmósfera, además de hacer las cosas a su propio ritmo. Extrañamente, ella se apega a Akiteru, quien la ve como una molestia. Iroha molesta constantemente a Akiteru porque quiere su atención, ya que tiene sentimientos románticos por él. Ella constantemente irrumpe en su apartamento y pasa su tiempo allí, para disgusto de Akiteru. A pesar de ser molesta para Akiteru, ella sabe cuando debe estar seria y una fuente de apoyo para él. Después de que Mashiro confesara sus sentimientos a Akiteru, Iroha se vuelve más agresiva con tal de ganarse el cariño de Akiteru.
Mashiro Tsukinomori (月ノ森 真白 Tsukinomori Mashiro?)
 Seiyū: Tomori Kusunoki
Mashiro es una estudiante de secundaria de segundo año. Ella es compañera de clase y prima de Akiteru, de quien se distanció por muchos años. Ella se refiere a sí misma en tercera persona. En el pasado Mashiro fue víctima de acoso escolar, por lo que es tímida con los extraños. Inicialmente es grosera y fría con Akiteru porque en su primer reencuentro, él accidentalmente la vio en el baño bajándose las bragas. Incluso lo mandaba a hacer recados para ella. A pedido del padre de Mashiro, ella y Akiteru fingen ser novios ante sus compañeros para evitar que la gentuza llegara a Mashiro y para que Akiteru pueda trabajar en la empresa de su tío. Tras la fiesta de bienvenida que le organizaron Akiteru y los otros miembros de la Alianza del Piso 05, Mashiro es abierta a los demás e incluso ya no es hostil hacia Akiteru, de quien termina enamorándose. Ella trabaja como guionista de la Alianza del Piso 05 de Akiteru.
Ozuma Kohinata (小日向 乙馬 Kohinata Ozuma?)
 Seiyū: Sōma Saitō
El hermano mayor de Iroha. Ozuma es compañero de clase y mejor amigo de Akiteru, ya que es atento y considerado. Debido a que es apuesto, es muy popular entre las chicas. Él trabaja en la empresa del tío de Akiteru como programador.
Sumire Kageishi (影石 菫 Kageishi Sumire?)
 Seiyū: Kana Hanazawa
Es una maestra de 25 años en la escuela de Akiteru. Aunque es conocida como una maestra hermosa con buena apariencia y una mente clara, es temida y llamada la "Reina Venenosa" debido a su método de enseñanza y guía despiadado y su lengua mordaz. Sin embargo, ella es en secreto una ilustradora como parte de la Alianza del Piso 05 de Akiteru. Ella es una shotacon, ya que se siente atraída hacia chicos más jóvenes que ella, en especial Akiteru.
Makoto Tsukinomori (月ノ森 真琴 Tsukinomori Makoto?)
Es el tío de Akiteru, padre de Mashiro y presidente de la gran empresa de entretenimiento Honeyplace Works. Aceptó a Akiteru para que trabaje en su empresa a cambio de fingir que sea novio de su hija, pero lo amenazó si le hace algo indecente. A pesar de su carácter alegre y ser mujeriego, se preocupa mucho por su hija.
Midori Kageishi (影石 翠 Kageishi Midori?)
 Seiyū: Reina Kondō
Es la hermana pequeña de Sumire.

## Contenido de la obra

### Novela ligera
La serie de novelas ligeras está escrita por Ghost Mikawa y presenta ilustraciones de Tomari. Es publicado por SB Creative bajo su sello GA Bunko, con el primer volumen lanzado el 15 de abril de 2019.  La novela ligera está licenciada en América del Norte por J-Novel Club.

#### Lista de volúmenes
| Volúmenes de novelas ligeras publicadas | Volúmenes de novelas ligeras publicadas | Volúmenes de novelas ligeras publicadas                 |
| Número                                  | Fecha de lanzamiento                    | ISBN                                                    |
| --------------------------------------- | --------------------------------------- | ------------------------------------------------------- |
| 1                                       | 15 de abril de 2019                     | ISBN 978-4-8156-0187-4                                  |
| 2                                       | 12 de julio de 2019                     | ISBN 978-4-8156-0277-2                                  |
| 3                                       | 14 de noviembre de 2019                 | ISBN 978-4-8156-0427-1                                  |
| 4                                       | 13 de marzo de 2020                     | ISBN 978-4-8156-0480-6 (ER) ISBN 978-4-8156-0479-0 (EE) |
| 5                                       | 6 de agosto de 2020                     | ISBN 978-4-8156-0623-7 (ER) ISBN 978-4-8156-0622-0 (EE) |
| 6                                       | 10 de diciembre de 2020                 | ISBN 978-4-8156-0781-4 (ER) ISBN 978-4-8156-0780-7 (EE) |
| 7                                       | 12 de marzo de 2021                     | ISBN 978-4-8156-0783-8 (ER) ISBN 978-4-8156-0782-1 (EE) |
| 8                                       | 12 de agosto de 2021                    | ISBN 978-4-81-561014-2 (ER) ISBN 978-4-81-561013-5 (EE) |
| 9                                       | 15 de enero de 2022                     | ISBN 978-4-8156-1227-6 (ER) ISBN 978-4-8156-1226-9 (EE) |
| 10                                      | 15 de octubre de 2022                   | ISBN 978-4-8156-1600-7 (ER) ISBN 978-4-8156-1599-4 (EE) |
| 11                                      | 15 de junio de 2024                     | ISBN 978-4-8156-1912-1                                  |

### Manga
Una adaptación a manga con ilustraciones de Hira Hiraoka comenzó su serialización en el servicio web en línea Manga UP! de Square Enix Manga UP! el 13 de diciembre de 2019 y se ha recopilado en nueve volúmenes tankōbon.

#### Lista de volúmenes
| Volúmenes de manga publicados | Volúmenes de manga publicados | Volúmenes de manga publicados |
| Número                        | Fecha de lanzamiento          | ISBN                          |
| ----------------------------- | ----------------------------- | ----------------------------- |
| 1                             | 6 de agosto de 2020           | ISBN 978-4-75-756754-2        |
| 2                             | 7 de noviembre de 2020        | ISBN 978-4-75-756929-4        |
| 3                             | 7 de junio de 2021            | ISBN 978-4-75-757298-0        |
| 4                             | 7 de enero de 2022            | ISBN 978-4-75-757550-9        |
| 5                             | 7 de julio de 2022            | ISBN 978-4-75-758011-4        |
| 6                             | 7 de febrero de 2023          | ISBN 978-4-75-758388-7        |
| 7                             | 7 de septiembre de 2023       | ISBN 978-4-75-758770-0        |
| 8                             | 5 de julio de 2024            | ISBN 978-4-75-759288-9        |
| 9                             | 7 de marzo de 2025            | ISBN 978-4-75-759602-3        |

### Anime
Se anunció una adaptación de la serie al anime durante una transmisión en vivo en el evento "GA Fes 2021" el 31 de enero de 2021, con el elenco de los drama CD repetirán sus roles. La serie esta producida por Blade, dirigida por Kazuomi Koga, Tōko Machida encargandose de la composición de la serie y Katsuyuki Satō del diseño de los personajes. Se estrenará en octubre de 2025 en el bloque de programación NUMAnimation en TV Asahi y sus afiliados, así como en BS11.